# Давід Юбер
Давід Юбер (фр. David Hubert; нар. 12 лютого 1988, Уккел, Бельгія) — бельгійський футболіст та тренер, виступав на позиції опорного півзахисника.

## Клубна кар'єра

### Ранні роки
Розпочав займатися футболом в аматорському клубі «Гойлаарт» з Хуіларта. У вище вказаному колективі провів один рік, де його помітили скаути професійного клубу «Мехелен». У 15-річному віці перейшов до лімбурзького «Генка». Грав у молодіжній команді разом зі Стівеном Дефуром та Марвіном Оґунджімі.

### «Генк»
6 жовтня 2007 року дебютував у професійній команді: наприкінці переможного (2:1) матчу чемпіонату проти «Мехелена» замінив Горана Любоєвича. 16 лютого 2008 року тренер Уго Броос вперше випустив його в стартовому складі у програному (1:2) матчі чемпіонату проти «Вестерло». 13 листопада 2010 року відзначився своїм першим голом у Лізі Жупіле, у переможному матчі проти «Серкль» (Брюгге). У 2009 році виграв Кубок Бельгії, а в сезоні 2010/11 став чемпіоном країни як капітан «Генка».
У березні 2012 року вибув з гри на декілька місяців через травму м'язів живота. Після цього йому було важко повернутися до команди.

### «Гент»
Взимку 2013 року відправився в оренду на півсезону до «Гента». Дебютував за «Гент» у кубковому матчі проти «Андерлехта». Наприкінці сезону «Гент» скористався опцією викупу, прописану в контракті Юбера, зробив його трансфер постійним.
Після звільнення Віктора Фернандеса та приходу нового тренера Мірчі Редніка, Юбер майже не отримував ігрового часу. Керівництво шукало рішення та знайшло його в клубі «Хапоель» (Беер-Шева), куди його віддали в оренду до кінця 2014 року. Його колишній товариш по команді Ельянів Барда також грав за вище вказаний клуб. У своєму першому сезоні в Беер-Шева клуб посів друге місце в чемпіонаті.
Напередодні початку сезону 2014/15 років Юбера разом із Ваутером Корстьєнсом віддали в оренду «Ваасланд-Беверену». Клуб також отримав опцію викупу, однак наприкінці цього сезону клуб вирішив не активовувати цю опцію.
У серпні 2015 року було оголошено, що його віддали в оренду на один сезон клубу «Рояль Ексель Мускрон».

### «АГ Левен»
Після закінчення терміну дії контракту з «Гентом» деякий час залишався без клубу, але в серпні 2017 року підписав контракт з клубом другого дивізіону «АГ Левен». Після двох сезонів Юбер, який грав на позиції центрального захисника під час плей-оф на вибування сезону 2018/19, продовжив свій контракт до середини 2020 року. По завершенні сезону 2019/20 років «АГ Левен» вийшов до Ліги Жупіле, після чого контракт з Давідом продовжили на один рік. Попри складний третій сезон, знову став важливим гравцем півзахисту. Незважаючи на це, його контракт, що закінчувався наприкінці сезону 2020/21, так і не продовжили.

### «Зюлте-Варегем»
16 травня 2021 року підписав 2-річний контракт із «Зюлте-Варегемом».

### «РСКА Футурес»
Влітку 2022 року «Андерлехт» шукав досвідченого гравця-резервіста для посилення резервного складу, який в сезоні 2022/23 дебютував у Челлендж Про-лізі під назвою «РСКА Футурес». У серпні 2022 року 34-річний Юбер уклав з вище вказаним колективом контракт. Після вище вказаного сезону повісив бутси на цвях, але продовжував працювати в клубі.

## Кар'єра в збірній
19 травня 2011 року Жорж Лекенс вперше викликав Юбера до складу «Червоних дияволів» на матч кваліфікації чемпіонату Європи проти Туреччини. 10 серпня 2011 року дебютував за національну команду у товариському матчі проти Словенії, в якому на 59-й хвилині вийшов замість Акселя Вітселя. Місяць по тому вийшов на заміну у матчі проти Сполучених Штатів.

## Кар'єра тренера
У червні 2023 року, через місяць після завершення сезону 2022/23, було оголошено, що Давід Юбер завершить свою кар'єру гравця та стане помічником тренера «РСКА Футурес» та «Андерлехта U-18». Він був асистентом Марінка Рідейка та Рене Пітерса відповідно.
Після завершення сезону 2023/24 років Давіда Юбера призначили головним тренером «Андерлехта (U-18)». 19 вересня 2024 року, лише через п'ять днів після початку змагань в першому дивізіоні, Еліт 1 призначили виконувачем обов'язків головного тренера «Андерлехта» (U-18), щоб замінити звільненого Браяна Рімера. У національному чемпіонаті розпочав з двох нічиїх (0:0 проти «Шарлеруа» та 1:1 проти «Дендера»), після чого здобув перемогу в єврокубках (2:1 проти «Ференцвароша» та 2:1 проти «Реал Сосьєдада» у Лізі Європи). Незважаючи на показник 1 з 6 у внутрішніх змаганнях, Давід Юбер зачарував як тимчасовий тренер. Через три дні після перемоги з рахунком 1:2 у Сан-Себастьяні, «Андерлехт» під керівництвом Юбера здобув перемогу над «Стандардом» з рахунком 3:0, що поставило питання про те, чи залишиться він на посаді головного тренера на постійній основі. Здавалося, що «Андерлехт» не хотів розчаровувати молодого тренера та перевірив декілька інших варіантів, включаючи Марка ван Боммеля, Раяна Мейсона та Рафаеля Віккі. 10 жовтня 2024 року «Андерлехт» оголосив, що продовжить працювати з Юбером на посаді головного тренера. Кінець регулярного сезону ознаменувався нестабільними результатами та виступами, що спонукало у березні 2025 року раду директорів звільнити Юбера та продовжити контракт з Бесніком Хасі на фінальний раунд бельгійського чемпіонату, а також на фінал кубку проти «Брюгге».

## Статистика виступів

### Клубна
| Сезон             | Клуб                     | Країна            | Змагання             | Змагання | Змагання | Кубок | Кубок | Єврокубки | Єврокубки | Суперкубок | Суперкубок | Загалом | Загалом |
| Сезон             | Клуб                     | Країна            | Змагання             | Матчі    | Голи     | Матчі | Голи  | Матчі     | Голи      | Матчі      | Голи       | Матчі   | Голи    |
| ----------------- | ------------------------ | ----------------- | -------------------- | -------- | -------- | ----- | ----- | --------- | --------- | ---------- | ---------- | ------- | ------- |
| 2007/08           | «Генк»                   | Бельгія           | Ліга Жупіле          | 8        | 0        | 0     | 0     | 0         | 0         | —          | —          | 8       | 0       |
| 2008/09           | «Генк»                   | Бельгія           | Ліга Жупіле          | 16       | 0        | 4     | 0     | —         | —         | —          | —          | 20      | 0       |
| 2009/10           | «Генк»                   | Бельгія           | Ліга Жупіле          | 25       | 0        | 0     | 0     | 2         | 0         | 1          | 0          | 28      | 0       |
| 2010/11           | «Генк»                   | Бельгія           | Ліга Жупіле          | 33       | 1        | 2     | 0     | 3         | 0         | —          | —          | 38      | 1       |
| 2011/12           | «Генк»                   | Бельгія           | Ліга Жупіле          | 14       | 1        | 0     | 0     | 6         | 0         | 1          | 0          | 21      | 1       |
| 2012/13           | «Генк»                   | Бельгія           | Ліга Жупіле          | 4        | 0        | 2     | 0     | 2         | 0         | —          | —          | 8       | 0       |
| 2012/13           | → «Гент»                 | Бельгія           | Ліга Жупіле          | 17       | 0        | 1     | 0     | —         | —         | —          | —          | 18      | 0       |
| 2013/14           | «Гент»                   | Бельгія           | Ліга Жупіле          | 13       | 0        | 3     | 0     | —         | —         | —          | —          | 16      | 0       |
| 2013/14           | → «Хапоель» (Беер-Шева)  | Ізраїль           | Прем'єр-ліга Ізраїлю | 16       | 0        | 3     | 0     | —         | —         | —          | —          | 19      | 0       |
| 2014/15           | → «Васланд-Беверен»      | Бельгія           | Ліга Жупіле          | 22       | 0        | 1     | 1     | —         | —         | —          | —          | 23      | 1       |
| 2015/16           | → «Рояль Ексель Мускрон» | Бельгія           | Ліга Жупіле          | 26       | 3        | 2     | 1     | —         | —         | —          | —          | 28      | 4       |
| 2016/17           | → «Рояль Ексель Мускрон» | Бельгія           | Ліга Жупіле          | 30       | 1        | 2     | 0     | —         | —         | —          | —          | 32      | 1       |
| 2017/18           | «АГ Левен»               | Бельгія           | Проксімус-Ліга       | 24       | 0        | 2     | 0     | —         | —         | —          | —          | 26      | 0       |
| 2018/19           | «АГ Левен»               | Бельгія           | Проксімус-Ліга       | 21       | 1        | 0     | 0     | —         | —         | —          | —          | 21      | 1       |
| 2019/20           | «АГ Левен»               | Бельгія           | Проксімус-Ліга       | 7        | 0        | 2     | 0     | —         | —         | —          | —          | 9       | 0       |
| 2020/21           | «АГ Левен»               | Бельгія           | Ліга Жупіле          | 31       | 1        | 2     | 1     | —         | —         | —          | —          | 33      | 2       |
| 2021/22           | «Зюлте-Варегем»          | Бельгія           | Ліга Жупіле          | 19       | 0        | 0     | 0     | —         | —         | —          | —          | 19      | 0       |
| 2022/23           | «Зюлте-Варегем»          | Бельгія           | Ліга Жупіле          | 1        | 0        | 0     | 0     | —         | —         | —          | —          | 1       | 0       |
| 2022/23           | «РСКА Футурес»           | Бельгія           | Челленджер Про-Ліга  | 29       | 2        | —     | —     | —         | —         | —          | —          | 29      | 2       |
| Усього за кар'єру | Усього за кар'єру        | Усього за кар'єру | Усього за кар'єру    | 356      | 10       | 26    | 3     | 13        | 0         | 2          | 0          | 397     | 13      |

## У збірній
| № | Матч              | Дата           | Рахунок | Хвилин на полі                                | Голи | Асисти | Жовті картки | Червоні картки |
| - | ----------------- | -------------- | ------- | --------------------------------------------- | ---- | ------ | ------------ | -------------- |
| 1 | Словенія- Бельгія | 10 серпня 2011 | 0-0     | 31 (заміненив на 59-й хвилині Акселя Вітселя) | 0    | 0      | /            | /              |
| 2 | Бельгія- США      | 6 вересня 2011 | 1-0     | 27 (замінив на 63-й хвилині Маруана Феллаїні) | 0    | 0      | /            | /              |

### Як тренера
Станом на 16 березня 2025 року
| «Андерлехт»       | 19 вересня 2024   | 19 березня 2025   | 38 | 20 | 7 | 11 | 52,63 |
| Усього за кар'єру | Усього за кар'єру | Усього за кар'єру | 38 | 20 | 7 | 11 | 52,63 |

## Досягнення
«Генк»
- Ліга Жупіле
  -  Чемпіон (1): 2010/11

- Кубок Бельгії
  -  Володар (1): 2008/09

- Суперкубок Бельгії
  -  Володар (1): 2011